# Geto Boys
Geto Boys – hip-hopowa grupa z Houston w stanie Teksas, w skład której wchodzą Scarface, Willie D i Bushwick Bill. Pierwszy skład zespołu, nazywającego się wtedy Ghetto Boys tworzyli: Prince Jonny C, Sire Jukebox, DJ Reddy Red i Little Billy, tancerz, później znany jako Bushwick Bill. Pierwszym albumem grupy, o którym jednak nie było zbyt głośno był Making Trouble który zawierał takie utwory jak "Making Trouble", "Ghetto Boys Will Rock You", "Balls and My Word", "Assassins" i "Snitches".
Grupa rozpadła się wkrótce po tym, jak zebrany został nowy skład, między innymi dlatego, że Scarface i Willie D mieli aspiracje na kariery solowe.
Geto Boys zdobyli popularność głównie przez swoje agresywne teksty, które zawierały gore, nekrofilię i mizoginię. Pomimo tego, krytyk Alex Henderson wyraził opinię jakoby grupa "była bardziej szczera niż wielu pseudo gangsta raperów...którzy podczepili się pod popularność tego nurtu we wczesnych latach 90."
Geto Boys swoimi ujmującymi południowymi rytmami (które prawdopodobnie stały się prekursorami nurtu jakim jest Dirty South), produkowanymi przez takich ludzi jak Johnny C, Doug King, a później N.O. Joe i Mike Dean przetarli szlak dla innych artystów z tego rejonu.

## Historia
W 1990 roku, album grupy pt. The Geto Boys musiał zmienić dystrybutora z Geffen Records na Warner Bros. Records przez obrazowe przedstawienie na nim gwałtu, nekrofilii i morderstwa w utworze "Mind of a Lunatic." Później ukazał się on, z alternatywnym tekstem w serwisie iTunes i na kompilacji Uncut Dope. The Geto Boys jest właściwie kompilacją składającą się z dziesięciu utworów z Grip It! On That Other Level dwóch nowych piosenek i jednej z debiutanckiego albumu, Making Trouble.
We wczesnym okresie dekady kilku amerykańskich polityków atakowało gangsta raperów, w tym między innymi właśnie Geto Boys, a także tak znanych artystów jak Ice T i 2 Live Crew. Incydent, w którym Bushwick Bill stracił oko w strzelaninie ze swoją dziewczyną pomógł w sprzedaży ich czwartego albumu, We Can't Be Stopped. Okładką jest zdjęcie na którym Scarface i Willie D wiozą rannego Bushwicka przez szpital. Tytułowy utwór albumu jest odpowiedzią na wyrzucenie ich z Geffen Records. "Mind Playing Tricks on Me" stał się hitem wśród społeczności hip-hopowej.
Wszyscy trzej członkowie rozpoczęli solowe kariery, ale tylko Willie D naprawdę opuścił grupę. Scarface i Bushwick Bill kontynuowali Geto Boys razem z Big Mikiem na albumie Till Death Do Us Part w 1993. Willie D powrócił w 1996 na The Resurrection i Da Good, Da Bad, & Da Ugly wydanym w 1998. Po latach przerwy, grupa wydała siódmy album, The Foundation w 2005. Geto Boys byli też gośćmi na albumie Scarface'a My Homies Part 2.
Popularność grupy wzrosła około roku 1999 przez wykorzystanie ich dwóch piosenek —"Damn It Feels Good to Be a Gangsta" i "Still" — w filmie Mike'a Judge'a Życie biurowe, teraz uważanym za kultowy. Również piosenka "Mind of a Lunatic" została wydana przez Marilyn Manson jako cover w 2003, na albumie The Golden Age of Grotesque.
Grupa Aqueduct nagrała cover piosenki "Damn it Feels Good to Be a Gangsta" podobnie jak piosenkarz country Carter Falco. Utwór "Street Life" z płyty Till Death Do Us Part pojawił się w filmie Dzielnica. Został wydany także teledysk do tego utworu zawierający sceny z filmu.
Grupa ma powrócić na festiwalu Smoke Out w San Bernardino (Kalifornia) 23 października 2009.

## Dyskografia
- 1988: Making Trouble
- 1989: Grip It! On That Other Level
- 1990: The Geto Boys
- 1991: We Can't Be Stopped
- 1993: Till Death Do Us Part
- 1995: Uncut Dope
- 1996: The Resurrection
- 1998: Da Good Da Bad & Da Ugly
- 2002: Greatest Hits
- 2005: The Foundation